# Gregor Lorger

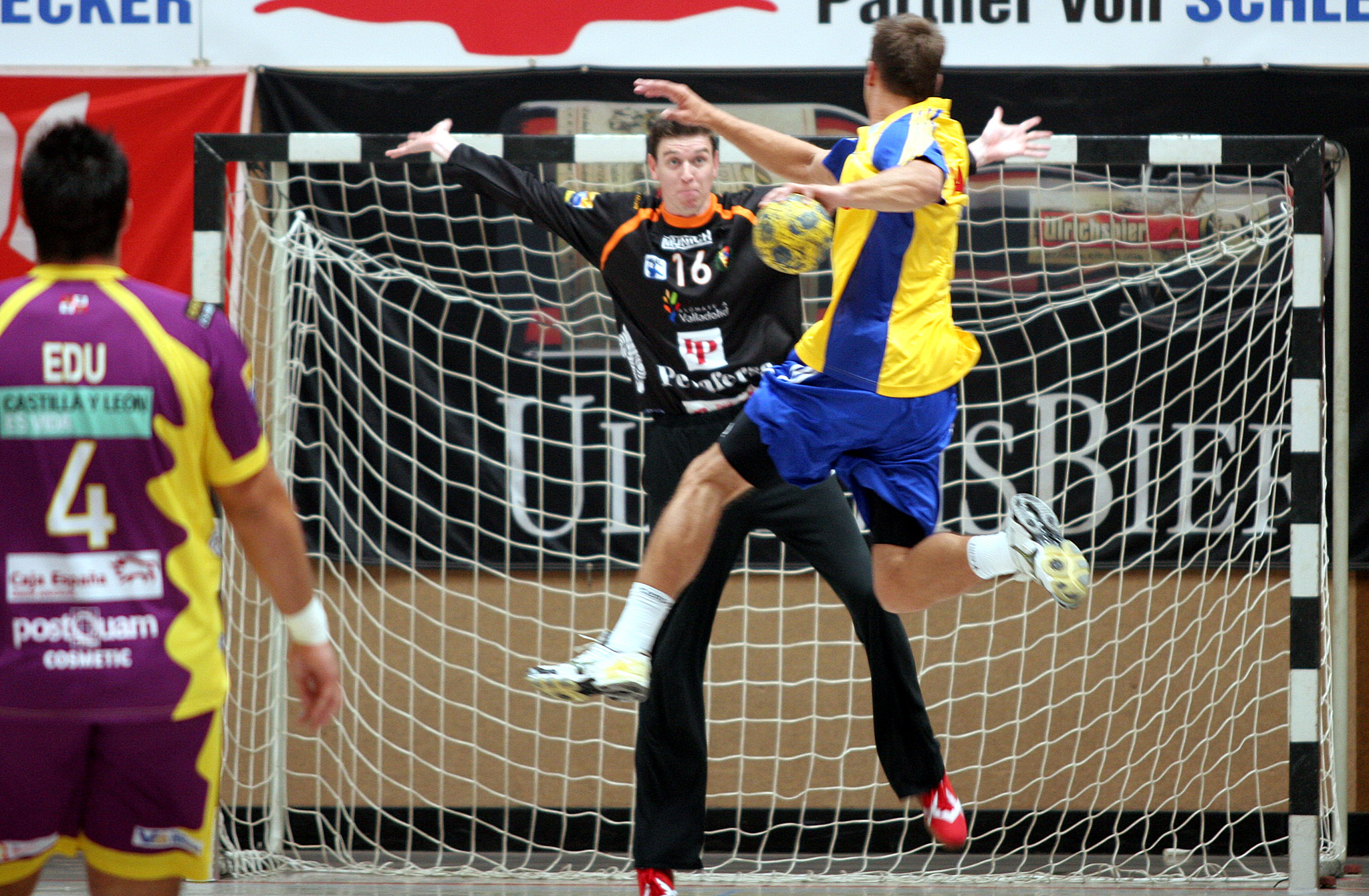
Gregor Lorger im Tor

Gregor Lorger (* 7. September 1981 in Celje) ist ein slowenischer Handballspieler. Seine Körperlänge beträgt 2,05 m.
Lorger, der für den deutschen Club ASV Hamm-Westfalen spielt und für die slowenische Nationalmannschaft aufläuft, ist Handballtorwart. 
Gregor Lorger begann mit dem Handballspiel beim Serienmeister RK Celje in seiner Heimatstadt. Dort debütierte er in der Saison 2000/2001 in der ersten Mannschaft und gewann 2001, 2003, 2004, 2005 sowie 2006 die slowenische Meisterschaft, 2001, 2004 sowie 2006 den slowenischen Pokal und als Höhepunkt 2004 die EHF Champions League. 2006 entschloss sich Lorger zum Sprung ins Ausland und schloss sich dem spanischen Club BM Valladolid an. Mit den Kastiliern zog er 2007 ins Halbfinale der EHF Champions League ein, scheiterte dort aber an der deutschen SG Flensburg-Handewitt. 2009 gewann Lorger mit Valladolid den Europapokal der Pokalsieger. Anschließend wechselte er zu Naturhouse La Rioja. Im Sommer 2011 unterzeichnete Lorger einen Einjahresvertrag beim deutschen Zweitligisten TV Bittenfeld, der nicht verlängert wurde. Nach einer Station in Katar beim Aufsteiger Quiyada wechselte er zum ungarischen Verein ETO-SZESE Győr FKC. Im Sommer 2014 unterschrieb Lorger einen Vertrag beim spanischen Erstligisten Helvetia Anaitasuna. Zur Saison 2017/18 schloss er sich dem deutschen Zweitligisten ASV Hamm-Westfalen an. Nach einer Saison verließ er den Verein mit unbekanntem Ziel wieder.
Gregor Lorger hat bisher sieben Länderspiele für die slowenische Nationalmannschaft bestritten, stand aber nie im Aufgebot für ein großes Turnier.